# شعاع لبي
الشُعاعٌ اللُبِّيّ في الأهرام الكلوية، هو الجزء الأوسط من الفصيص القشري وهو عبارة عن مجموعة من الأنابيب المستقيمة متصلة بـنظام القنوات الجامعة.

## صور إضافية

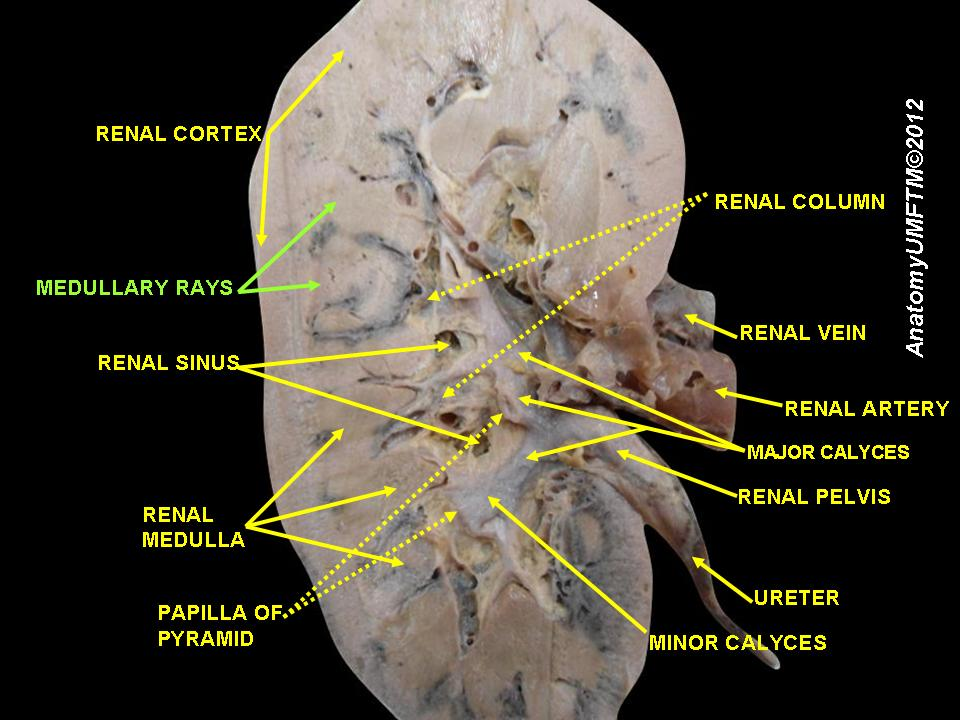
شعاعات لُبية
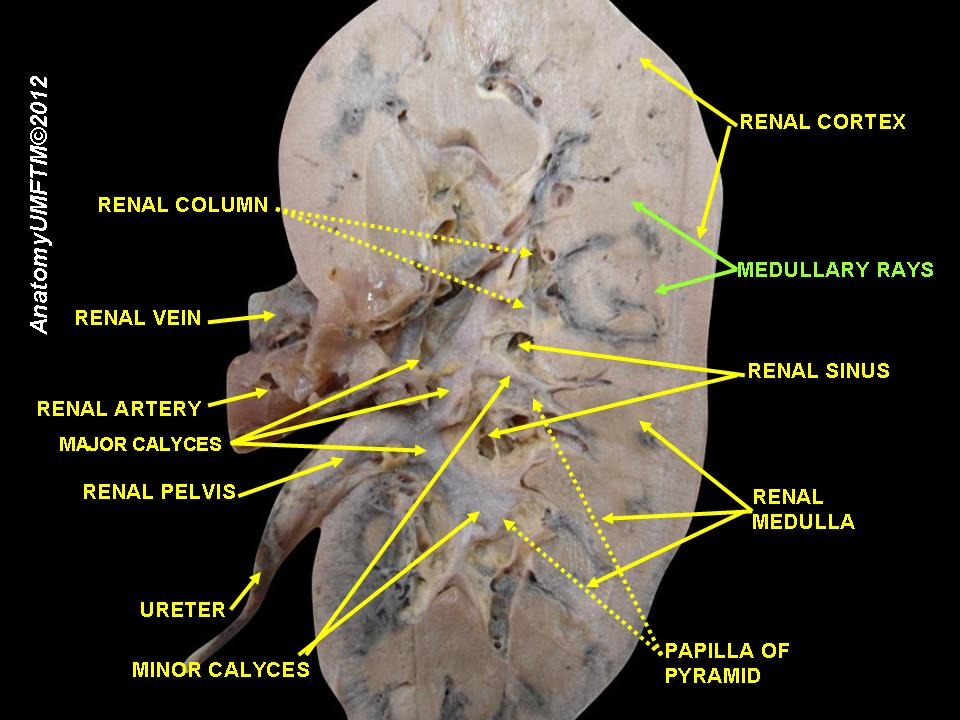
شعاع لُبي

## الروابط الخارجية
- صور نسيجية: 16003loa — نظام تعلم علم الأنسجة في جامعة بوسطن — "Urinary System: kidney, H&E, cortex and medullary ray"
- صور نسيجية: 15901loa — نظام تعلم علم الأنسجة في جامعة بوسطن — "Urinary System: neonatal kidney"
- مادة علم الأنسجة في جامعة إلينوي في إربانا-شامبين 1008

1. ↑  نموذج تأسيسي في التشريح، QID:Q1406710